# Ґурка (Оборницький повіт)
Ґурка (пол. Górka, нім. Gorkau Vorwerk) — село в Польщі, у гміні Оборники Оборницького повіту Великопольського воєводства.
Населення — 282 особи (2011).
У 1975-1998 роках село належало до Познанського воєводства.

## Демографія
Демографічна структура станом на 31 березня 2011 року:
|          | Загалом | Допрацездатний вік | Працездатний вік | Постпрацездатний вік |
| -------- | ------- | ------------------ | ---------------- | -------------------- |
| Чоловіки | 135     | 32                 | 96               | 7                    |
| Жінки    | 147     | 35                 | 86               | 26                   |
| Разом    | 282     | 67                 | 182              | 33                   |